# Sargent County
Sargent County är ett administrativt område i delstaten North Dakota, USA. År 2010 hade countyt  3 829 invånare. Den administrativa huvudorten (county seat) är Forman. 

## Geografi
Enligt United States Census Bureau så har countyt en total area på 2 246 km². 2 225 km² av den arean är land och 21 km² är vatten.

### Angränsande countyn
- Ransom County - nord
- Richland County - öst
- Marshall County, South Dakota - syd
- Brown County, South Dakota - sydväst
- Dickey County - väst
- LaMoure County, North Dakota - nordväst